# Municipio de Equality (Illinois)
El municipio de Equality (en inglés: Equality Township) es un municipio ubicado en el condado de Gallatin en el estado estadounidense de Illinois. En el año 2010 tenía una población de 849 habitantes y una densidad poblacional de 8,79 personas por km².

## Geografía
El municipio de Equality se encuentra ubicado en las coordenadas 37°44′8″N 88°18′43″O / 37.73556, -88.31194. Según la Oficina del Censo de los Estados Unidos, el municipio tiene una superficie total de 96.58 km², de la cual 95,66 km² corresponden a tierra firme y (0,95 %) 0,92 km² es agua.

## Demografía
Según el censo de 2010, había 849 personas residiendo en el municipio de Equality. La densidad de población era de 8,79 hab./km². De los 849 habitantes, el municipio de Equality estaba compuesto por el 98,82 % blancos, el 0,24 % eran afroamericanos, el 0,12 % eran amerindios y el 0,82 % eran de una mezcla de razas. Del total de la población el 0,24 % eran hispanos o latinos de cualquier raza.